# Belton (Teksas)
Belton – miasto w Stanach Zjednoczonych, w stanie Teksas, w hrabstwie Bell. W 2000 roku liczyło 14 623 mieszkańców.